# Giorgio Bassani
Giorgio Bassani (Bolonia, 4 de marzo de 1916-Roma, 13 de abril de 2000) fue un escritor italiano, famoso por sus Novelas de Ferrara, entre las que destaca El jardín de los Finzi-Contini (1962).

## Biografía
Su familia, acomodada, era de los judíos originarios de Ferrara. Giorgio era hijo de Dora Minerbi (1893-1987) y del médico Angelo Enrico Bassani (1885-1948); sus hermanos fueron Paolo y Jenny. Giorgio Bassani pasó su infancia y adolescencia en Ferrara. En 1934 terminó el bachillerato en el Instituto Ludovico Ariosto, de su ciudad natal.
Inicialmente se interesó profundamente por la música, pero luego se inclinó de modo definitivo por la literatura.
En 1935 ingresó en la Facultad de Letras de la Universidad de Bolonia, a la que acudió de modo intermitente y en donde se licenciará —a pesar de las leyes raciales contra los judíos en 1939— con una tesis sobre Niccolò Tommaseo; la defendió ante Carlo Calcaterra (1884-1952). De estudiante fue amigo de Attilio Bertolucci, comenzó a admirar y defender la pintura de Giorgio Morandi y apreció mucho los ensayos sobre arte de Roberto Longhi (1890-1970). 
En 1940 se publicó su primera obra Una ciudad en la llanura que para esquivar las leyes raciales, por su condición de judío lo hizo bajo el seudónimo de Giacomo Marchi. Por entonces, el joven literato Bassani se transformó en un activista político clandestino, evitando incluso a sus amistades anteriores. Enseñó italiano e historia a los estudiantes judíos expulsados de las escuelas públicas en la escuola judía de la calle Vignatagliata. Su actividad clandestina le condujo en 1943 al arresto por varios meses en la prisión local de la calle  Piangipane. 
En ese mismo año se casó con Valeria Sinigallia y abandonó Ferrara para irse a vivir a Florencia, primero, e inmediatamente después a Roma, en donde transcurrirá el resto de su vida. 
En 1944 publicó sus poesías de Storie dei poveri amanti e altri versi, y en 1947 hizo otro tanto con Te lucis ante.
En 1948 Marguerite Caetani fundó y dirigió la publicación de la revista literaria Botteghe Oscure, e invitó a Bassani a dirigirla (lo hizo hasta 1960). Gracias a Botteghe Oscure dio a conocer a los literatos extranjeros más dispares: René Char, Roger Caillois, Henri Michaux, Georges Bataille, Maurice Blanchot o Antonin Artaud y Dylan Thomas, Robert Graves, Wystan Hugh Auden o  Truman Capote; además difundió las obras de italianos como Mario Soldati, Carlo Cassola, Giorgio Caproni e Italo Calvino, sin olvidar al poeta citado Attilio Bertolucci ni por supuesto a Pier Paolo Pasolini, discípulo como Bassani de Longhi.
Por esos años nacieron sus hijos Paola (en 1945) y Enrico (en 1949), y comenzó a colaborar en guiones de filmes para Mario Soldati, Michelangelo Antonioni, Alessandro Blasetti y Luigi Zampa.
Conectó con la revista Officina, fundada por Pasolini con otros boloñeses. Además, en 1954 se convirtió en redactor de la revista Paragone, fundada en 1950 por Roberto Longhi. En 1957 pasó a ser Vicepresidente de la RAI (Radiotelevisión Italiana) y presidente de Italia Nostra a la vez que ejerció como profesor de Historia del Teatro en la Academia nacional de Arte Dramático de Roma.
Ha sido colaborador de otras prestigiosas revistas, como Approdo, La Fiera letteraria, Letteratura, Nuovi Argomenti o Il Mondo.

## Memoria de Bassani
Muere Bassani, en Roma, el 13 de abril de 2000 tras una larga enfermedad y entre fuertes disputas en el seno de su familia. Sus restos se inhumaron al fin en Ferrara, en el cementerio judío en el que, desde 2003, Ferrara Arte ha querido recordarlo ofreciendo un bronce de Arnoldo Pomodoro. 
También en Ferrara, se le ha dado su nombre a la Biblioteca municipal del Barco, y en Codigoro —en donde Bassani ambientó Airone (La garza)— se encuentra la Biblioteca municipal Giorgio Bassani y la Fundación Giorgio Bassani. En la Biblioteca se ha reconstruido el estudio del escritor, con parte de su biblioteca privada -unos 1500 volúmenes- y muchos objetos personales suyos.

## Obra
En 1944 publica las poesías Historias de los pobres amantes y otros versos, y en 1947 una segunda recopilación de versos Te lucis ante. En 1953 aparece Paseo antes de la cena, y en 1954 Los últimos años de Clelia Trotti. En 1956 se imprimen las Cinco historias de Ferrara, con las que obtuvo el Premio Strega del mismo año. 
En 1958 publica Las gafas de oro, en donde trata de la homosexualidad como motivo de discriminación, en paralelo con la de las leyes raciales. Especialmente agudas son las páginas finales: "En un futuro, los goyim nos obligarían a vivir allí, en el barrio medieval del que en fin de cuentas habíamos salido hace setenta u ochenta años"
Como asesor y director editorial de Feltrinelli, Bassani logra que se publique al fin El gatopardo de Giuseppe Tomasi di Lampedusa.  En 1959 publica Las historias de Ferrara, que recoge lo mejor de su producción narrativa.
Alcanza su mayor éxito editorial en 1962, tras la aparición de El jardín de los Finzi-Contini, con la que ese año obtiene el Premio Viareggio. En esta novela hallamos la más completa expresión de su mundo tanto formal y estilísticamente como por la experiencia moral, intelectual y política; usa la memoria lejana para evocar la vida ordinaria de cierta burguesía rica y judía de Ferrara durante el fascismo una vez promulgadas las leyes raciales. Vittorio De Sica transformó en película esta novela, aunque Bassani siempre mostró sus reticencias hacia ella.
Posteriormente publicó Airone (La garza), 1968 (con la que obtuvo el Premio Campiello), y La Novela de Ferrara, 1974 (versión definitiva en 1980).
En 1982 publicó la recopilación de todos sus poemas en Con rima y sin ella y, en 1984, todos sus ensayos y reflexiones críticas en Más allá del corazón. Otras publicaciones suyas son: Otra libertad, 1951; Las palabras preparadas, 1967; El olor del heno, 1972; Con gran secreto, 1978. 
Ha sido muy traducido al castellano, así como al catalán y al vasco.

## Obra original
- Una città di pianura, firmado como Giacomo Marchi, Milán, s. n., 1940.
- Storie dei poveri amanti e altri versi, Roma, Astrolabio, 1945; 1946.
- Te lucis ante, 1946-47, Roma, Ubaldini, 1947.
- Un'altra libertà, Milán, Mondadori, 1951.
- La passeggiata prima di cena, Florencia, Sansoni, 1953.
- Gli ultimi anni di Clelia Trotti, Pisa, Nistri-Lischi, 1955
- Ciclo de Il romanzo di Ferrara:
  - Cinque storie ferraresi, Turín, Einaudi, 1956. (Lida Mantovani; La passeggiata prima dei cena; Una lapide in via Mazzini; Gli ultimi anni di Clelia Trotti; Una notte del '43). Reed. como Dentro le mura, Milán, Mondadori, 1973.
  - Gli occhiali d'oro, Turín, Einaudi, 1958.
  - Il giardino dei Finzi-Contini, Turín, Einaudi, 1962.
  - Dietro la porta, Turín, Einaudi, 1964.
  - L'airone, Milán, Mondadori, 1968.
  - L'odore del fieno, Milán, Mondadori, 1972.
- Le storie ferraresi, Turín, Einaudi, 1960. (Contiene: Il muro di cinta; Lida Mantovani; La passeggiata prima di cena; Una lapide in via Mazzini; Gli ultimi anni di Clelia Trotti; Una notte del '43; Gli occhiali d'oro; In esilio).
- L'alba ai vetri. Poesie 1942-'50, Turín, Einaudi, 1963.
- (en alemán) Venedig. Stadt auf 118 Inseln, con Mario Soldati e Gianni Berengo Gardin, Starnberg, Josef Keller, 1965.
- Due novelle, Venecia, Stamperia di Venezia, 1965.
- Le parole preparate. Considerazioni sul tema di Venezia nella letteratura, Verona, La consulta di Verona, 1965.
- Le parole preparate e altri scritti di letteratura, Turín, Einaudi, 1966.
- Epitaffio, Milán, Mondadori, 1974.
- In gran segreto, Milán, Mondadori, 1978.
- In rima e senza, Milán, Mondadori, 1982.
- Di là dal cuore, Milán, Mondadori, 1984.
- Dentro il romanzo, Bruselas, Istituto italiano di cultura, 1984.
- Opere, coll. "I Meridiani", Milán, Mondadori, 1998.
- Il tempo della guerra. Quaderni inediti 1941-1944, Milán, Telecom Italia, 2006.
- I promessi sposi. Un esperimento, Palermo, Sellerio, 2007.
- Racconti, diari, cronache (1935-1956), ed. por Piero Pieri, Milán, Feltrinelli, 2014

## Traducciones españolas
- El jardín de los Finzi-Contini (1.ª edición: Seix-Barral, 1963, luego en Tusquets, 2007).
- Detrás de la puerta (Seix-Barral, 1969)
- Lida Mantovani y otras historias de Ferrara (Barral, 1971)
- Los anteojos de oro (Barral, 1972).
- El olor del heno, 1972 (Seix-Barral, 1974)
- La garza, 1968 (Cátedra, 1995), antes, en Seix-Barral.
- La novela de Ferrara (Bruguera, 1984), reunión de sus relatos
- Epitafio (Visor, 1985), poesía.
- Novela de Ferrara, 1980 (Nuevas ed. de Bolsillo, 2009), todos los relatos.
- Intramuros. La novela de Ferrara. Libro primero (Acantilado, 2014)
- Las gafas de oro. La novela de Ferrara. Libro segundo (Acantilado, 2015)

### Traducciones de Bassani al italiano
- Voltaire, Vita privata di Federico II, Roma, Atlantica, 1945.
- James M. Cain, Il postino suona sempre due volte, Milán, Bompiani, 1945.
- Antoine Furetière, Il romanzo borghese, en Michele Rago (ed.), Romanzi francesi dei secoli XVII e XVIII, I, Milán, Bompiani, 1951.
- Jacques-Henri Bernardin de Saint-Pierre, La capanna indiana, in Michele Rago (a cura di), Romanzi francesi dei secoli XVII e XVIII, I, Milán, Bompiani, 1951.